# Дугорепи поморник
Дугорепи поморник (лат. Stercorarius longicaudus) је морска птица из породице поморница Stercorariidae.

## Таксономија
Реч „jaeger“ потиче од немачке речи Jäger, што значи „ловац“. Енглеска реч „skua“ потиче од фарског имена skúgvur  за великог поморника, а острво Скувој је познато по својој колонији те птице. Општи фарски израз за скуас је кјогви  Име рода лат. Stercorarius је латинског порекла и значи „од измета“; храна коју су друге птице избацивале када су их прогонили поморници некада се сматрала изметом. Специфични назив лат. longicaudus потиче од латинских речи longus, „дуг“, и cauda, „реп“.

## Опис
Ова врста је несумњиво препознатљива као одрасла јединка, са сивим леђима, тамним примарним перјем крила без белог „бљеска“, црном капом и веома дугим репом. Одрасле јединке често лебде изнад својих територија за размножавање. Младе јединке су много проблематичније и тешко их је одвојити од краткорепог поморника. Виткије су, имају дужа крила и више личе на чигру од те врсте, али показују исти широк распон варијација перја. Међутим, обично су хладнијег тона од арктичких, са сивљим нијансама,више него смеђих нијанси.
Ово је најмањи из породице поморника, 38-58 цм дужине, у зависности од годишњег доба и старости. Међутим, до 29 цм његове дужине може бити састављена од репа који може бити 15 цм репне траке летње одрасле јединке. Распон крила ове врсте креће се од 102-117 цм и телесна маса је 230-444 гр.

### Храњење
Када је на мору, дугорепи јегер ће ловити рибу и други ситан плен на површини воде. Током сезоне парења (лето у арктичким регионима, често у планинским подручјима) храни се углавном леминзима у близини места за гнежђење. Понекад ће се хранити инсектима и птицама. Као и други јаегери и поморници, он је такође клептопаразит; јури друге морске птице како би их натерао да се одрекну хране. Чини се да је ово важан извор хране током зимских месеци, проведених јужно од екватора. Врсте птица које дугорепи поморник најчешће „опљачка“ на овај начин су арктичке чигре  (лат. Sterna paradisaea) и ласторепи галебови (лат. Xema sabini).

## Подврсте
Описане су две подврсте:
- Stercorarius longicaudus longicaudus – (Vieillot, 1819): номиноване врсте, пронађене у северној Скандинавији и Русији .
- Stercorarius longicaudus pallescens – (Løppenthin, 1932): пронађена у источном Сибиру, арктичком делу Северне Америке и Гренланду .

## Гнежђење
Ова врста се гнезди на Арктику Евроазије и Северне Америке, са већим популацијама у Русији, Аљасци и Канади и мањим популацијама око остатка Арктика.То је селица која зимује у јужном Атлантику и Пацифику. Младе птице пролазнице понекад лове мали плен на поораним пољима или теренима за голф и обично су прилично неустрашиве према људима.
Гнезде се на сувој тундри или вишим брдима, полажући два пегава маслинасто-смеђа јаја. На местима за размножавање могу се чути како испуштају звукове налик цвиљењу и звецкању. Ван сезоне парења већину времена проводе изнад отвореног океана и испуштају оштар крик „криа“. Ова птица се храни рибом (углавном уловљеном од других морских птица), мањим птицама, остацима хране, малим сисарима, воћем и лешинама.